# Lichenophanes plicatus
Lichenophanes plicatus är en skalbaggsart som först beskrevs av Guérin-Méneville 1844.  Lichenophanes plicatus ingår i släktet Lichenophanes och familjen kapuschongbaggar. Inga underarter finns listade i Catalogue of Life.

## Bildgalleri

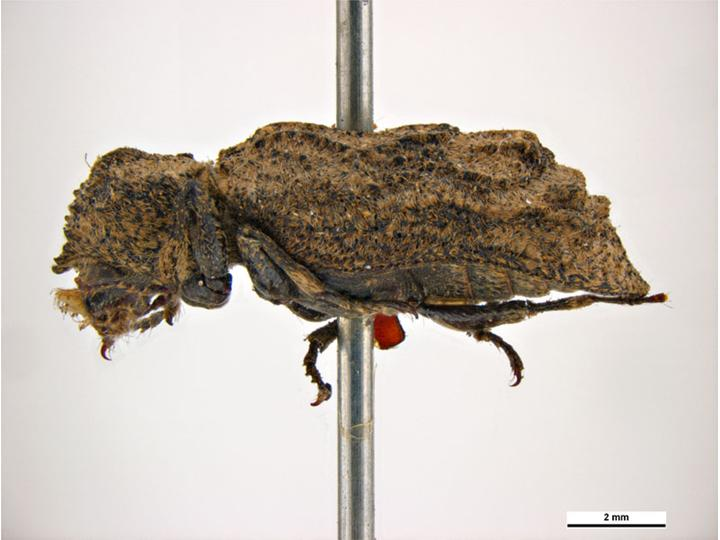
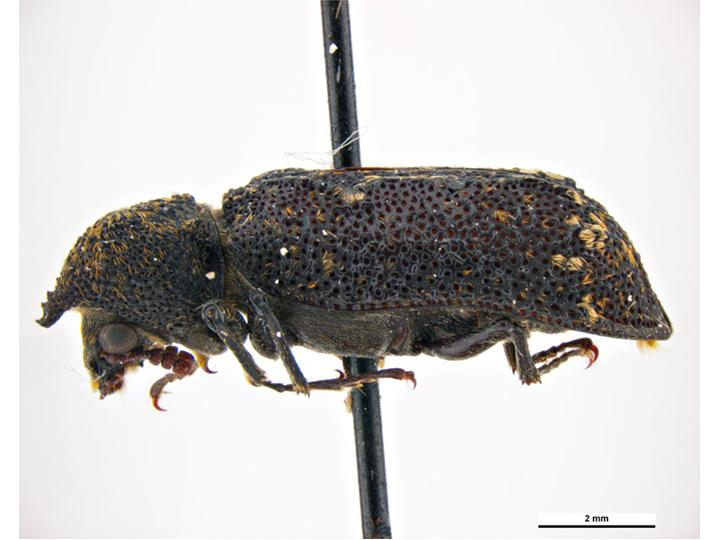